# Privatbrauerei Moritz Fiege
Vous pouvez aider à l'améliorer ou bien discuter des problèmes sur sa page de discussion.
- Il ne cite pas suffisamment ses sources. Vous pouvez indiquer les passages à sourcer avec {{référence nécessaire}} ou {{Référence souhaitée}}, et inclure les références utiles en les liant aux notes de bas de page. (Marqué depuis avril 2021)
- Il contient une ou plusieurs listes. Le texte gagnerait à être rédigé sous la forme d’un ou plusieurs paragraphes synthétiques, afin d’être plus agréable à lire. (Marqué depuis avril 2021)

- Archive Wikiwix
- Bing
- Cairn
- DuckDuckGo
- E. Universalis
- Gallica
- Google
- G. Books
- G. News
- G. Scholar
- Persée
- Qwant
- (zh) Baidu
- (ru) Yandex
- (wd) trouver des œuvres sur Wikidata

La Privatbrauerei Moritz Fiege GmbH & Co KG est une brasserie à Bochum, dans le Land de Rhénanie-du-Nord-Westphalie.

## Histoire
L'histoire de la brasserie privée Moritz Fiege commence en 1736. À cette époque, la famille Fiege exploite une taverne dans le centre de Bochum. La bière est brassée seulement pour la taverne.
En 1876, Moritz Fiege reçoit les droits de brassage de la ville de Bochum. Il cède son fils Johann qui, en 1878, crée l'entreprise brassicole à l'emplacement actuel de la Scharnhorststraße (aujourd'hui la Moritz-Fiege-Straße) à Bochum, établissant ainsi les bases de la société actuelle.
En 1926, Moritz Fiege, propriétaire de la deuxième génération, entreprend une expérience avec l'aide de son maître brasseur et brasse une toute nouvelle spécialité : la Moritz Fiege Pils. L'entreprise tient un produit qui la distingue.
En 1978, la brasserie privée célèbre son 100e anniversaire. À cette occasion, la famille fonde le "Ökumenische Altenzentrum Kaiseraue" à Bochum, qui existe encore aujourd'hui. Le 19 février 2003, à l’occasion de son 125e anniversaire, la famille fonde l’Initiative Villa Marckhoff, dans le but de restaurer l’ancien bâtiment du Museum Bochum – Kunstsammlung.
Depuis 2006, la Brauerei Moritz Fiege est membre de l'association Die Freien Brauer.

## Productions
- Moritz Fiege Pils
- Moritz Fiege Charakter Pilsbock
- Moritz Fiege Gründer
- Moritz Fiege Schwarzbier
- Moritz Fiege Leichter Moritz
- Moritz Fiege Frei
- Moritz Fiege Bernstein
- Moritz Fiege Helles
- Moritz Fiege Zwickel.